# 1516 en science
| Années de la science : 1513 - 1514 - 1515 - 1516 - 1517 - 1518 - 1519    |
| Décennies de la science : 1480 - 1490 - 1500 - 1510 - 1520 - 1530 - 1540 |

Cet article présente les faits marquants de l'année 1516 en science.

## Événements
- 20 janvier : Diaz de Solís découvre le Río de la Plata[1].

- La chute d'une météorite est observée en Chine près de Nandan dans le Guangxi ;  ce pourrait être la météorite de Nantan (en), météorite de fer dont les fragments ont été découverts par des paysans en 1958[2].

## Publications
- Duarte Barbosa : Livro (Géographie de l’Orient).

## Naissances

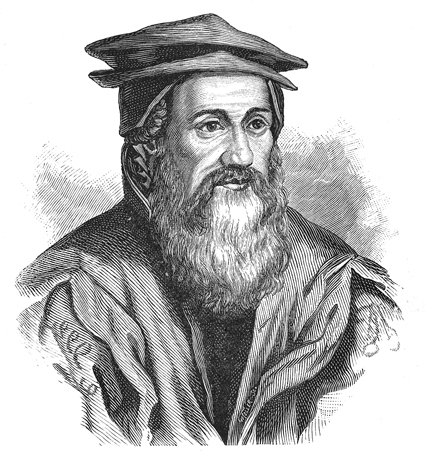
Conrad Gessner

- 26 mars : Conrad Gessner (mort en 1565), naturaliste suisse.

- Guglielmo Gratarolo (mort en 1568), médecin italien.
- André Thevet (mort en 1590), explorateur et écrivain-géographe français.
- Realdo Colombo (mort en 1559), médecin et chirurgien italien.

## Décès
- Johannes Trithemius (né en 1462), abbé allemand célèbre pour ses découvertes en cryptologie, pour ses chroniques, mais aussi comme occultiste.